# دانیلا کاسترو
دانیلا کاسترو (اسپانیایی: Daniela Castro‎؛ زادهٔ ۱۷ اوت ۱۹۶۹) بازیگر و خواننده اهل مکزیک است.
از فیلم‌ها یا مجموعه‌های تلویزیونی که وی در آن‌ها نقش داشته‌است، می‌توان به پگاه نو اشاره نمود.